# Kinghisepp
Kingisepp (în rusă Кингисепп), cunoscut în trecut sub numele de Iamburg (Я́мбург), Iam (Я́м) și Iama (Я́ма) este un oraș în partea de nord-vest a Federației Ruse, în Regiunea Leningrad, pe malul drept al râului Luga, la 20 km est de Narva. La recensământul din 2010 avea o populație de 48.667 locuitori. Orașul a fost atestat documentar pentru prima oară în 1384, când locuitorii Novgorodului au construit aici o fortăreață cu rol de apărare împotriva suedezilor. Stație de cale ferată. Muzeu.

## Evoluțuia numărului de locuitori
Kingisepp - evoluția demografică

|  | Graficele sunt indisponibile din cauza unor probleme tehnice. Mai multe informații se găsesc la Phabricator și la wiki-ul MediaWiki. |

Date: Recensăminte sau birourile de statistică - grafică realizată de Wikipedia

## Personalități născute aici
- Gustav Heinrich Johann Apollon Tammann (1861 - 1938), fizician, chimist.